# Suzanne Cabon
Suzanne Cabon est une monteuse française.

## Filmographie
- 1938 : Le Schpountz de Marcel Pagnol
- 1951 : Traité de bave et d'éternité d'Isidore Isou
- 1956 : La Plus Belle des vies  de Claude Vermorel
- 1957 : Fric-frac en dentelles de Guillaume Radot
- 1958 : Des logis et des hommes de Jean Dewever (court métrage)
- 1962 : Les Honneurs de la guerre de Jean Dewever
- 1970 : Les Jambes en l'air de Jean Dewever